# Cyclostremiscus cubanus
Cyclostremiscus cubanus är en snäckart som först beskrevs av Henry Augustus Pilsbry och Carlos Guillermo Aguayo 1933.  Cyclostremiscus cubanus ingår i släktet Cyclostremiscus och familjen Vitrinellidae. Inga underarter finns listade i Catalogue of Life.